# Mouvements chrétiens féministes
 (juin 2013).

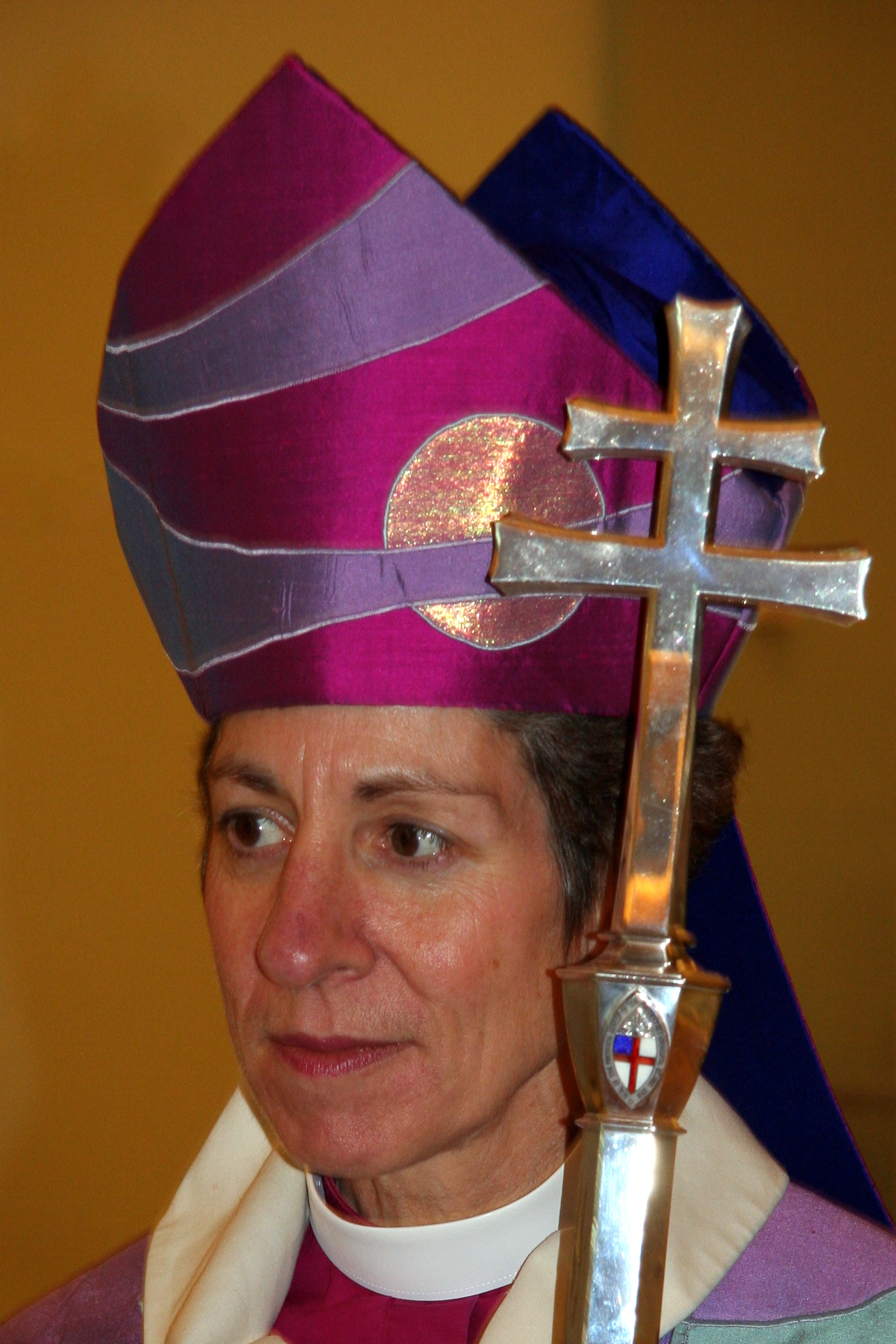
L'évêque-présidente de l'Église épiscopale des États-Unis, Katharine Jefferts Schori, en février 2010

Les mouvements chrétiens féministes, parfois qualifiés de féminisme chrétien, sont des mouvements féministes qui cherchent à faire progresser l'égalité entre hommes et femmes, moralement et socialement. Ils trouvent leur inspiration à la fois dans les écrits fondateurs du christianisme relus au prisme de l'émancipation des femmes et dans les analyses des militantes et des scientifiques hors du champ chrétien. 
Ce mouvement féministe au sein du christianisme est voisin de mouvements similaires dans les autres religions tels le féminisme musulman ou le féminisme judaïque, qui se fondent aussi sur une nouvelle interprétation des textes sacrés pour affirmer l'égalité des sexes. 
Le féminisme chrétien, tout comme l'ensemble de la doctrine chrétienne, croit que Dieu ne discrimine pas les humains en raison de caractéristiques propres, telles que le sexe, mais qu'il a créé tous les humains à égalité. Par contre, les féministes chrétiennes et chrétiens vont à contre-courant de l'essentialisme et des différences culturelles masculines et féminines,. Les principaux sujets d'analyse sont l'ordination des femmes, l'égalité dans le mariage, la reconnaissance de capacités spirituelles et morales semblables, les droits sexuels, l'intégration de pronoms neutres dans les lectures de la Bible, et d'un Dieu dépassant les catégories des genres,,.

## Origine et définitions
La définition du féminisme chrétien en tant que mouvement varie selon le mouvement féministe et la branche du christianisme auxquels il s'apparente. Ses militantes vivent et analysent les contradictions entre féminisme et christianismes et en théorisent le rapport : elles travaillent sur les conséquences d'un « vrai féminisme » sur le christianisme et d'un « vrai christianisme » sur le féminisme.
Après sa naissance comme mouvement de femmes à la fin du XIXe siècle, le mouvement féministe chrétien a évolué d'un féminisme en quête de légitimité chrétienne vers un christianisme en quête de légitimité féministe : dans un premier temps, les féministes chrétiennes durent donner des gages d'orthodoxie et de loyauté aux Églises, ensuite elles exigèrent de leurs Églises qu'elles prouvent, en théorie et en pratique, que le salut chrétien libère les femmes.
En 1918, Marie Lacoste Gérin-Lajoie, présidente de la Fédération nationale Saint-Jean-Baptiste, explique les fondements de son féminisme chrétien : « la collaboration de la femme aux questions d'intérêt commun se présente à elle sous un aspect sévère et son activité extérieure est motivée, non par des raisons puériles ou de mesquines rivalités de sexe et des théories déclamatoires sur l'égalité de l'homme et de la femme ; mais elle est justifiée par le fait que la fonction sociale de la femme différant par certains côtés de celle de l'homme, elle seule peut savoir dans quel sens elle doit la développer, la perfectionner et introduire dans sa propre vie ce progrès que la vie publique communique à la vie privée ».
En 1932, sa fille, sœur Marie Gérin-Lajoie justifie l'Église : « Au féminisme libéral qui prône le droit au divorce, la limitation des naissances, l'organisation individualiste de la vie et la licence sous tous ses formes, [l'Église] oppose le féminisme chrétien, qui veut obtenir pour la femme certains droits, mais en vue de l'accomplissement intégral de ses devoirs ». Dans son acception récente, le féminisme chrétien évoque une prise de conscience d'une oppression au sein même de l’Église, par ses membres et ses traditions.

## Histoire des groupes féministes chrétiens

### Œcuménique
En 1886 est fondée la Journée mondiale de prière, un mouvement œcuménique international de femmes chrétiennes laïcs. La Journée est célébré chaque année le week-end qui précède la Journée internationale des femmes. L'organisation est d'abord protestante interdénominationelle, avant de devenir œcuménique en 1969, après que l’Église catholique se soit ouverte à la modernité lors du concile Vatican II.

### Catholicisme
En 1896, Marie Maugeret fonde la première association féministe catholique de France, la Société des Féministes chrétiens.

#### Au Québec
Des militantes montréalaises du National Women Council of Canada, suivant la Française Marie Maugeret, organisent en mai 1907 le congrès fondateur de la première association féministe canadienne-française, la Fédération nationale Saint-Jean-Baptiste.
Au début de la deuxième moitié du siècle naissent plusieurs mouvements qui se regroupent en 1996 dans l’Intergroupe des chrétiennes féministes (IFC) à la suite de leur déclaration commune au sujet de la note du cardinal Ratzinger réservant l'ordination aux hommes : le Réseau Femmes et Ministères (RFM), l’Autre Parole, le Mouvement des femmes chrétiennes (MFC), l’Association des religieuses pour la promotion de la femme (ARPF), les Répondantes diocésaines à la condition des femmes (RDCF), le Réseau œcuménique des femmes du Québec (ROF-Q) et l’Association féminine d’éducation et d’action sociale (AFEAS)[réf. souhaitée].
À partir des années 1970, une nouvelle dimension de la critique féministe est apparue dans ces groupes : la critique du patriarcat au sein même de l’Église avec une théologie féministe et des revendications comme : 
- la reconnaissance de l’égalité fondamentale entre les femmes et les hommes,
- la prise en compte des femmes dans l’enseignement de l’Église et l’adoption d’un langage inclusif dans la liturgie et le magistère,
- l’amélioration des conditions de travail des femmes dans l’Église et l’amélioration de l’attitude des prêtres à leur égard,
- l’accès à la formation théologique et le développement d’une théologie féministe,
- l’accès aux ministères ordonnés et non ordonnés, l’accès au gouvernement de l’Église.

#### En France
- 1906 : À côté de Lyon et Paris, Voiron est également un des lieux de naissance du syndicalisme chrétien. En effet, en 1906 la ville qui est un haut lieu de l'industrie textile où travaillent de nombreuses ouvrières est touchée par une grève générale du textile déclenchée par les syndicats regroupés autour de la CGT à la suite de diminutions de salaires répétées. En réaction à cette grève violente et aux thèses du syndicalisme révolutionnaire, à l'initiative de Cécile Poncet qui est issue de la bourgeoisie grenobloise et liée au milieu du catholicisme social notamment de Lyon, le syndicat libre des ouvrières du tissage de Voiron - syndicat libre féminin - est créé en s'inspirant de la morale sociale de l'Église[16]. En 1936, ce syndicat fusionne avec les syndicats libres masculins de l'Isère[17].
- 1927 : L’Union Nationale pour le Vote des Femmes (UNVF) avec Edmée Frisch de Fels (Edmée de La Rochefoucauld, 1895-1991).
- années 1930 : L’Union spirituelle des femmes avec Cécile de Corlieu (née Compeyrot, 1891-1982) et Pauline Archambault (née Le Cormier), qui élaborent un féminisme religieux et s'attaque à la misogynie de l'Église catholique.
- 1933 : La section française de l’Alliance internationale Jeanne d'Arc avec Marie Lenoël, fondatrice et présidente qui déclarait en 1937 : « Il est temps de démontrer que non seulement on peut être féministe bien que catholique, mais féministe parce que catholique »[18].
- 1970 : le groupe international Femmes et hommes en Église (FHE)[19] avec Yvonne Pellé Douël, Marie-Thérèse Van Lunen-Chenu, Suzanne van der Mersch, Pierre de Locht. « Yvonne Pellé-Douël, le Père Marie-Dominique Chenu, sont les premiers à avoir encouragé son projet en France ; Suzanne van der Mersch et Pierre de Locht les premiers à l'avoir accueilli en Belgique. Des femmes et des hommes adoptaient ensemble et pour leur bien commun, la visée et la critique féministe. Ils et elles s'engageaient, en tant que chrétiens, dans l'aventure nouvelle d'un partenariat en sachant que celui-ci pouvait purifier et enrichir la vie de l'Église comme celle de la société »[20]. Le mouvement est toujours actif sous le nom de [21] (Femmes et hommes égalité, droits et libertés dans les Églises) après sa fusion avec le groupe Droits et libertés dans les Églises (DLE)
- 1970, en France et Belgique : Amicale des Femmes aspirant au ministère presbytéral, avec Valentine Buisseret et Béatrix Dagras.
- 1974 : Groupe de recherche pour l’accession des femmes au diaconat, appelé ensuite Groupe de recherche et d’action pour les Ministères à Venir (GMV), animé notamment par Marie-Jeanne Bérère, Renée Dufourt et Donna Singles.
- 1982 : Le « Groupe Femmes » du centre pastoral de Saint-Merri à Paris, avec Nathalie Isnard et Geneviève Bregeon.
- 2008 : Le Comité de la Jupe[22] avec Anne Soupa et Christine Pedotti. Il est né à la suite des paroles de Monseigneur André Vingt-Trois dans l'émission radio Face aux chrétiens diffusée sur Radio Notre Dame et RCF le 6 novembre 2008 (« Il ne suffit pas de porter une jupe, encore faut-il en avoir dans la tête », en réponse sous forme humoristique à une question sur la possibilité d'ouvrir aux femmes le ministère institué de lecteur). Le comité a déposé plainte contre Monseigneur Vingt-Trois auprès du Tribunal ecclésiastique de Paris, démarche qui connut un fort écho médiatique[23]. Le 11 octobre 2009, le Comité a organisé une « Marche des Cathos Citoyen-ne-s » qui rassembla 400 personnes à Paris et de nombreuses autres en Province. À l'issue de la marche fut annoncée la création d'une « Conférence des baptisé-e-s francophones »[24].
- 2020 : Féminisme en Église, au sein de la paroisse Saint-Pierre de Montrouge, à Paris, organise des conférences et un espace de dialogue et de partage[25].

Parmi les femmes catholiques, on peut mentionner encore : Monique Hébrard, spécialement dans les années 1970-80. Elle a été à l’origine d’un groupe de travail avec son évêque Mgr Favreau et son vicaire général Francis Deniau qui a abouti à des États généraux diocésains. Elle a fait partie d’un groupe de travail de la Conférence des évêques (notamment au temps où Gaston Pietri en fut secrétaire général : elles se surnommaient alors les « Pietri’s girls ») qui s'est dissout depuis.

#### Groupes de femmes catholiques qui ont plus tard évolué vers le féminisme
- 1901 : L’Action catholique des femmes[27] (nom depuis 2008), initialement nommée « Ligue des femmes française » puis « Action catholique générale féminine » (ACGF) en 1965 puis « Action catholique des femmes » en 2008, avec Marie du Rostu (1891-1979), secrétaire générale, de 1933 à 1969.
- 1925 : L’Union féminine civique et sociale (UFCS) avec Andrée Butillard (1881-1955). N’est plus confessionnelle depuis 1965.

### Protestantisme
En 1946, Le Mouvement Jeunes Femmes est créé pour permettre à des femmes protestantes mariées de mettre en œuvre leur vocation chrétienne, et de se sentir solidaires les unes des autres dans une réflexion sur leurs problèmes spécifiques. Jeanne Lebrun (1903-1996) est à l'origine de la création du mouvement, Suzette Duflo (1910-1983) en est la présidente de 1949 à 1966, Francine Dumas (1917-1908) la vice-présidente et Christine Rigal la rédactrice du bulletin. Le Mouvement soutient activement l'association « la Maternité heureuse », qui deviendra ensuite le Mouvement français pour le planning familial dans lequel de nombreuses adhérentes Jeunes Femmes prennent des responsabilités. En 1981, le Mouvement Jeunes Femmes se scinde en deux associations, une partie constitue le Groupe Orsay, tandis que l'autre continuait sous le même nom en se déclarant féministe et laïque,.
Un certain nombre de femmes protestantes se sont engagées à titre personnel dans des activités et des associations féminines non-confessionnelles :
- Simone Iff (1924-2014)
- Sarah Monod (1836-1912)
- Eugénie Niboyet
- Julie Siegfried
- Marguerite de Witt-Schlumberger (présidente de l'Union française pour le suffrage des femmes)
- Évelyne Sullerot

### Autres courants
Marie-Louise Rochebillard (1860-1936), catholique fondatrice des premiers syndicats féminins chrétiens.

### En Belgique
En Belgique les initiatives et personnalités pionnières incluent :
- Victoire Cappe et les premiers syndicats féminins chrétiens
- Louise Van den Plas, fondatrice du Féminisme chrétien de Belgique
- la section belge de l'Alliance internationale Jeanne d'Arc
- La branche belge de Femmes et hommes en Église
- L'action chrétienne rurale des femmes (ACRF) - Femmes en milieu rural

### Aux Pays-Bas
La faculté de théologie de l'université Radboud de Nimègue confie une section d'enseignement « Féminisme et chrétienté » à Catherine Govaert-Halkes. Mary Grey y est professeure de 1988 à 1993.

### En Allemagne
Gisela Forster est membre de l'organisation Gruppe Maria Magdala, Priesteramt für die Frau (« Groupe Marie Madeleine, le sacerdoce pour les femmes »), qui promeut le sacerdoce des femmes. Ordonnée prêtre en 2002, elle est excommuniée en 2003.

## Une théologie féministe
Le féminisme chrétien a permis l’avènement d’une théologie féministe qui n’est ni une « théologie féminine » (un regard particulier de femme) ni une « théologie de la femme » (un domaine particulier de la théologie) mais une nouvelle herméneutique de la théologie elle-même. La théologie féministe repense à nouveaux frais la constitution du canon des Écritures, la paternité divine, l’identité du Christ, l’action de l’Esprit-Saint, la dévotion mariale, les institutions de l’Église.

## Critique du féminisme chrétien
Pour le magistère de l'Église catholique, certaines formes de féminismes nient la vocation de la femme, l'altérité homme-femme et l'harmonie entre les sexes. Ce magistère s'oppose à l'ordination des femmes comme prêtres parce qu'elle irait contre la volonté de Jésus lui-même et contre la tradition ininterrompue de l’Église. 
Plus généralement, le féminisme chrétien est accusé de considérer les ministères ordonnés comme des pouvoirs exercés sur les femmes alors qu'ils sont définis par le magistère comme des services de la communauté.
L'appellation « féminisme chrétien », quand elle prétend couronner le féminisme, a été remise en cause par plusieurs groupes de femmes chrétiennes. Yvonne Pellé-Douël, notamment, lui préférait un féminisme dans lequel sont engagés des chrétiennes et chrétiens, un lieu d'expression et de délivrance des chrétiennes.
Une critique symétrique a été faite du terme « féminisme chrétien » par ceux qui ne souhaitent pas s'associer au mouvement féministe vu comme le désir des femmes de prendre le pouvoir sur les hommes, et d'effacer complètement les différences entre les sexes. Des Anglo-saxons ont alors forgé le terme d’égalitarisme chrétien (sans que tous les égalitaristes reprennent à leur compte cette analyse).